# Seyni Kountché
Seyni Kountché (Fandou, 1 juli 1931 – Parijs, 10 november 1987) was een Nigerees militair en president.
Kountché was afkomstig uit de Djerma-aristocratie van het land. Hij werd in 1973 stafchef van het leger. In 1974 leidde hij een staatsgreep en zette de regering af van Nigers eerste president Hamani Diori. Kountché regeerde vervolgens het land van 1974 tot 1987 samen met een Hoge Militaire Raad. Zijn regering werd gekenmerkt door favoritisme en cliëntelisme ten voordele van de bewoners van het westen van Niger. In 1981 liet hij een burgervertegenwoordiging toe in de Hoge Militaire Raad en in 1983 kwam er een burger-eerste minister. Hij stierf in 1987 aan een hersentumor.
Het "Stade Général Seyni Kountché", het nationaal stadion van Niger in Niamey, is naar hem genoemd.